# Херрман, Гюнтер (офицер СС)
Гюнтер Карл Август Людвиг Херрман (нем. Günther Karl August Lugwig Herrmann; 15 сентября 1908, Минден, Германская империя — 17 февраля 2004, Кёльн, Северный Рейн-Вестфалия, Германия) — немецкий юрист, штандартенфюрер СС, командир зондеркоманды 4b в составе айнзацгруппы C, айнзацкоманды 12 в составе айнзацгруппы D и айнзацгруппы E в Хорватии.

## Биография
Гюнтер Херрман родился 15 сентября 1908 года в семье оптового торговца Эдуарда Херрмана. В 1927 году окончил школу, сдав экзамены на аттестат зрелости. Изучал юриспруденцию и политологию в университетах Киля, Гёттингена и Мюнстера. В 1930 году сдал первый государственный экзамен в бюро по проведению экспертизы в Хамме, а в июне 1934 в Берлине — второй государственный экзамен. Впоследствии работал помощником судьи в окружном суде Миндена.
1 мая 1933 года вступил в НСДАП (билет № 2475252). 25 августа 1933 года был принят в Штурмовые отряды (СА). 25 июня 1935 года был зачислен в ряды СС (№ 267283). В мае 1935 года получил должность заместителя руководителя гестапо в Киле. В ноябре 1937 года возглавил секцию СД в Касселе. С 1936 по 1939 год был начальником отделения гестапо в Касселе. В марте 1939 года возглавил айнзацкоманду 2 в Праге. С июля 1939 и до апреля 1941 года возглавлял отделение гестапо в чешском городе Брно. В начале 1941 года был переведён в кадровое ведомство главного управления имперской безопасности (РСХА) в Берлине, в его задачи входило проведение курсов для подготовки молодых кадров к службе в партийных и государственных органах в школе полиции безопасности и СД в Шарлоттенбурге.
В июне 1941 года был назначен руководителем зондеркоманды 4b. Изначально вместе со своей командой в составе айнзацгруппы C находился в Бад-Шмидеберге, откуда 23 июня 1941 года отправился через Верхнюю Силезию в Галицию. Передовой отряд прибыл во Львов 30 июня 1941 года. 5 июля 1941 года зондеркоманда находилась в Тарнополе, а потом продолжила движение в сторону Винницы. В начале августе 1941 года подразделение достигло Кировограда, а в сентябре 1941 года перебралось из Кременчуга в Полтаву, где произошёл расстрел 565 психически больных людей. Затем вернулся в школу полиции безопасности. С октября 1942 по март 1943 года был командиром  айнзацкоманды 12, входившей в состав айнзацгруппы D и следовавшей за 11-й армией вермахта на Кавказе. Затем был переведён на Балканы и 24 апреля 1943 года назначен командиром айнзацгруппы E в Хорватии, которой руководил до конца войны. 30 января 1945 года ему было присвоено звание штандартенфюрера СС.
После капитуляции Германии Херрману удалось избежать пленения и вернуться к семье в Минден. С 1950 года работал в качестве представителя торговой фирмы Brüggemann GmbH в Ратингене. 25 сентября 1962 года был арестован, однако 30 ноября 1964 года был отпущен. С 1964 по 1969 год был директором супермаркета в Кёльне. 14 апреля 1970 года был арестован вновь и до 5 мая находился в следственном изоляторе. 12 января 1973 судом Дюссельдорфа был приговорён к 7 годам тюремного заключения за пособничество в убийстве евреев и психически больных людей в Виннице, Горловке, Артемовске и Полтаве. 1 апреля 1976 года Федеральный Верховный суд ФРГ утвердил приговор, и он вступил в законную силу. 26 октября 1980 года после отбытия две трети срока был освобождён.